# ミケール・ブラウン
ミケール・ブラウン（Miquel Brown、1945年2月8日 - ）は、カナダ出身の歌手・女優。出生名マイケル・ブラウン（Michael Brown）。
ディスコソング「ソー・メニー・メン、ソー・リトル・タイム」の大ヒットで知られる。娘は歌手のシニータ（Sinitta）。

## 経歴
ケベック州モントリオールに生まれる。出生名は大天使ミカエルにあやかって付けられた。ブリティッシュコロンビア州バンクーバーで育つ。マイケルでは男子と混同されるためミケールに改名するが、その後も髪型をベリーショートにしていたので、あまり意味をなさなかった。
両親はミケールに医師になってもらいたかったが、ワシントン大学に入ると薬学のほうを学び、ナイトクラブで歌いながらエンターテイナーになる夢を持ち続けた。そしてミュージカル『ヘアー』のオーディションに受かり、シーラ役を演じるなど国際舞台に躍り出ると大学を中退する。
その後、1973年5月にイギリス・ロンドンへ移住。1975年の『ローラーボール』の出演などを経て、エンターテイナーとしての活動が軌道に乗っていく。ディスコ・ブーム真っ只中の1978年には、アルバム『Symphony of Love』（愛のシンフォニー）をリリース、大ヒットには及ばなかったが、続く1983年のアルバム『Manpower』では「ソー・メニー・メン、ソー・リトル・タイム」が大ヒットした。また、同曲はAIDS出現前のグリニッジ・ヴィレッジをはじめとする、欧米におけるゲイディスコの定番となり、音楽雑誌などでは、最初からゲイ層の支持が狙いであったと評されている。
それより後のミケールは、ベリーショートをやめて髪を伸ばすなど、女性らしさを見せるようになっていった。なお、出生地については、カナダとの国境に接するアメリカ合衆国ミシガン州デトロイトとも言われている。また、ミケールが14歳で産んだ双子の片方がシニータとされているが、シニータの生年は1968年から1963年に修正されているものの、それでもミケールが18歳で産んだことになる。

## ディスコグラフィー
- Symphony of Love（1978年）
- Manpower（英語版）（1983年）
- Close to Perfection（英語版）（1985年）

## 主な出演作品
- スーパーマン（1980年）
- フレンチ・キス（1995年）
- セレブ・ウォーズ 〜ニューヨークの恋に勝つルール〜（2008年）